# Andrey Francis
Andrey Francis Boxx (Limón, 31 de mayo de 1997) es un futbolista profesional costarricense que juega como delantero y actualmente se encuentra sin equipo.

## Trayectoria
Inició su carrera deportiva en Limón FC, equipo con el que se proclama campeón de la Segunda División de Costa Rica en el 2010. Una vez ascendido a Primera División de Costa Rica, haría su debut el 25 de julio de 2010 en un encuentro ante Santos de Guápiles. Su primer gol lo conseguiría el 13 de noviembre de 2011 en un partido disputado ante el Club Sport Cartaginés. Con el conjunto caribeño disputó un total de 101 partidos, consiguiendo 9 anotaciones. En el 2014 se vincula al Club Sport Herediano, equipo con el que consigue el subcampeonato en el Invierno 2014. En el 2015 sería cedido a préstamo al Santos de Guápiles, equipo con el que milita hasta la actualidad. 
A niveles de selecciones nacionales formó parte de la selección Sub-23 en la eliminatoria rumbo a los Juegos Olímpicos de Londres 2012.

## Clubes
| Club                 | País       | Año                |
| -------------------- | ---------- | ------------------ |
| Limón Fútbol Club    | Costa Rica | 2010 - 2013        |
| Club Sport Herediano | Costa Rica | 2014               |
| Santos de Guápiles   | Costa Rica | 2015 - 2017        |
| Limón Fútbol Club    | Costa Rica | 2017               |
| CSD Municipal        | Guatemala  | 2018               |
| Deportivo Malacateco | Guatemala  | 2019               |
| Limón Fútbol Club    | Costa Rica | 2020 - actualmente |

## Palmarés
| Título           | Club              | Año  |
| ---------------- | ----------------- | ---- |
| Segunda División | Limón Fútbol Club | 2010 |